# Virginia Pérez
Pour les articles homonymes, voir Perez.
Virginia Pérez Mesonero est une athlète espagnole, née le 5 février 1987. Spécialiste de skyrunning et de kilomètre vertical, elle a notamment remporté le Matterhorn Ultraks en 2018.

## Biographie
Elle débute la course à pied à 15 ans, avec déjà une préférence pour le cross. Ce n'est qu'en 2014 que son compagnon l'initie aux compétitions en montagne. Elle se spécialise ensuite en skyrunning.

## Résultats

### Saisons 2016 et 2017: performances en kilomètre vertical
En 2016 Virginia Pérez participe à quatre courses de kilomètre vertical et termine toujours parmi les 5 premières. Elle remporte ainsi le circuit national de kilomètre vertical. En 2017 elle participe à neuf kilomètres verticaux dont cinq courses du Vertical Kilometer World Circuit. Avec cinq podiums au cours de la saison, Virginia termine 6e du circuit mondial et remporte le circuit d'Espagne de courses verticales.
| no  | féminin            | Course                             | Longueur | Départ      | Temps       |
| --- | ------------------ | ---------------------------------- | -------- | ----------- | ----------- |
| 59e | Médaille de bronze | Zegama-Aizkorri Kilómetro Vertical | 3 km     | 20 mai 2016 | 51 min 26 s |

### Saison 2018: circuit de skyrunning
Virginia Pérez concentre sa saison 2018 sur le circuit mondial Skyrunner World Series. Après quatre cross courus pendant l'hiver, elle se classe 4e des championnats d'Espagne de kilomètre vertical en début de saison. Elle termine 14e de Zegama-Aizkorri et 5e de l'Olympus Marathon. En juillet elle se classe 18e de la DoloMyths Run puis 12e de la SkyRace Comapedrosa. Elle participe ensuite à Sierre-Zinal (34e) et le 25 août elle remporte le Matterhorn Ultraks, ce qui constitue sa première victoire sur le circuit de skyrunning, elle est alors 7e du classement du Skyrunner World Series 2018.
| no   | féminin           | Course              | Longueur | Départ          | Temps           |
| ---- | ----------------- | ------------------- | -------- | --------------- | --------------- |
| 19e  | Médaille d'argent | Carrera Alto Sil    | 32 km    | 18 mars 2018    | 3 h 35 min 38 s |
|      | 14e               | Zegama-Aizkorri     | 42 km    | 27 mai 2018     |                 |
|      | 5e                | Olympus Marathon    | 44 km    | 23 juin 2018    |                 |
|      | 18e               | DoloMyths Run       | 22 km    | 22 juillet 2018 |                 |
| 112e | 12e               | SkyRace Comapedrosa | 21 km    | 29 juillet 2018 | 3 h 40 min 58 s |
| 21e  | Médaille d'or     | Matterhorn Ultraks  | 49 km    | 25 août 2018    | 5 h 56 min 06 s |

### Saison 2019
| no  | féminin            | Course                     | Longueur | Départ      | Temps       |
| --- | ------------------ | -------------------------- | -------- | ----------- | ----------- |
| 21e | Médaille de bronze | Santana Vertical Kilometer | 4,8 km   | 31 mai 2019 | 51 min 29 s |

### Saison 2021
Le 1er mai 2021, elle est annoncée comme favorite aux championnats d'Espagne de kilomètre vertical courus dans le cadre du kilomètre vertical de Mágina. Assumant son rôle, elle s'impose aisément en 41 min 15 s, établissant un nouveau record du parcours et remportant son premier titre national de la discipline.
| no  | féminin       | Course                                                   | Longueur | Départ         | Temps       |
| --- | ------------- | -------------------------------------------------------- | -------- | -------------- | ----------- |
| 88e | Médaille d'or | Championnats d'Espagne de kilomètre vertical             | 2,9 km   | 1er mai 2021   | 41 min 15 s |
| 39e | 10e           | Championnats du monde de skyrunning - Kilomètre vertical | 2,8 km   | 9 juillet 2021 | 47 min 31 s |

### Saison 2022
Le 6 février 2022, elle participe à l'édition inaugurale des championnats du monde de SkySnow à Sierra Nevada sur l'épreuve de course classique. Menée dans un premier temps par la Suédoise Sanna El Kott, elle parvient à doubler cette dernière pour s'emparer de la tête, suivie de près par la Portugaise Joana Soares. Les deux femmes se lancent dans une lutte serrée pour la victoire, mais Virginia parvient à faire la différence et s'impose pour 50 secondes d'avance le lendemain de son 35e anniversaire pour remporter le titre mondial.
| no  | féminin       | Course          | Longueur | Départ      | Temps           |
| --- | ------------- | --------------- | -------- | ----------- | --------------- |
| 15e | Médaille d'or | Madeira SkyRace | 55 km    | 28 mai 2022 | 7 h 15 min 19 s |

### Saison 2023
| no  | féminin           | Course                                 | Longueur | Départ         | Temps           |
| --- | ----------------- | -------------------------------------- | -------- | -------------- | --------------- |
| 17e | Médaille d'argent | Trail Verbier St-Bernard - X-Traversée | 76 km    | 8 juillet 2023 | 11 h 3 min 27 s |
| 36e | Médaille d'argent | MCC                                    | 40 km    | 28 août 2023   | 3 h 57 min 35 s |

### Saison 2024
| no  | féminin           | Course       | Longueur | Départ       | Temps          |
| --- | ----------------- | ------------ | -------- | ------------ | -------------- |
| 10e | Médaille d'argent | Lavaredo 80K | 80 km    | 29 juin 2024 | 9 h 51 min 3 s |

### Saison 2025
| no  | féminin            | Course                    | Longueur | Départ          | Temps            |
| --- | ------------------ | ------------------------- | -------- | --------------- | ---------------- |
| 21e | Médaille de bronze | Garmin Epic Trail Maraton | 42 km    | 28 juin 2025    | 5 h 49 min 3 s   |
| 18e | Médaille d'argent  | Monte Rosa Trail          | 82 km    | 18 juillet 2025 | 12 h 34 min 33 s |